# 耕三寺耕三

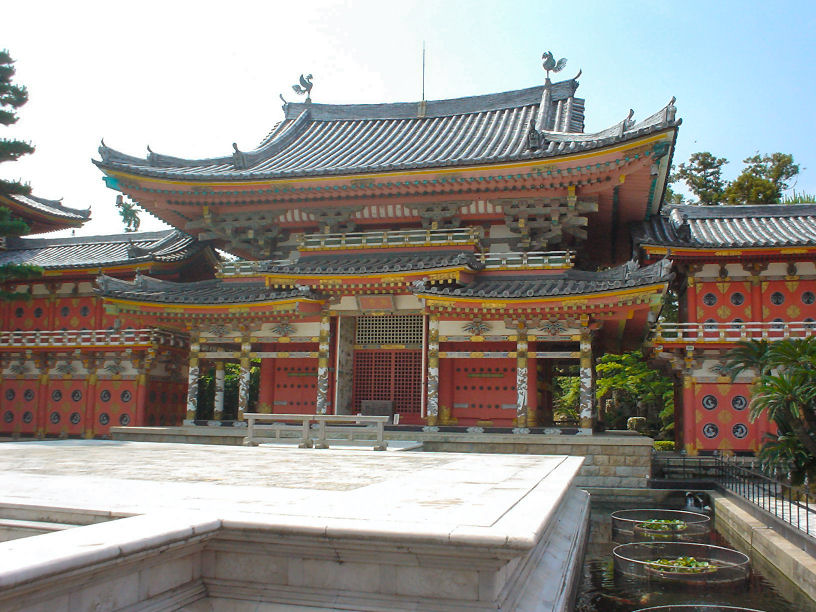
耕三寺

耕三寺 耕三（こうさんじ こうぞう、1891年（明治24年）12月2日 - 1970年（昭和45年）10月25日）は、福岡県鞍手郡直方町（現直方市）出身の和上。耕三寺建立者。旧広島県豊田郡瀬戸田町名誉町民、現尾道市名誉市民。出身を瀬戸田町とする資料もある。
金本 福松として出生、溶接工から実業家・発明家となり、1935年得度し金本 耕三、1956年耕三寺に改名した。

## 来歴

### 幼少期
生まれは神戸市。
父親は元々鉄道建設業をしていて、1893年（明治26年）福岡県直方町で鉄工所を起業する。この時、福松は直方には行かず母の金本ヤツに連れられ母方の自家である生口島、広島県豊田郡南生口村御寺（尾道市瀬戸田町御寺）に移り住む。
南生口尋常小学校（尾道市立南小学校）に入学するも、1899年（明治32年）直方に移住し、直方尋常小学校（直方市立直方南小学校）へ転校する。直方高等小学校（直方市立直方第二中学校）時代の1904年（明治37年）父親が死去。高等小高等科卒業とともに異母兄の製鑵工場金本鉄工所に徒弟として働き出す。

### 発明実業家として
1908年（明治41年）16歳の時に酸素アセチレン溶接を学びに、大阪桜島（此花区）でフランス人が経営していた日本オキシゼーヌ・アセチレーヌ會社に入社する。一度は受け入れを拒否されたが福松の熱意が通じ雑役として採用され、のちに影で行っていた努力が評価され正式な溶接工として昇格、フランス人技師のロワイエとセギーの下で学んだ。酸素溶接がヨーロッパで一般化したのは入社の3年前である1905年ぐらいからであり、後に出版される『全溶連史』（1979年全国高圧ガス溶材組合連合会刊）では福松を「我が国最初の溶接工」と紹介していることから、日本の溶接工の草分け的な存在であったことがわかる。
フランス人技師に評価されていたが1910年（明治43年）に退社し金本鉄工所へ帰る。1914年（大正3年）からの大戦景気が追い風となり金本は大きく成長した。1915年（大正4年）いわゆるのれん分けの形で、第二金本着工所を直方市西町に開業する。1921年（大正10年）、当時としては画期的であった6インチ以上の大口径鋼管の製造を発明する。同年、直方市大正町にて日本スチール管株式会社を創業し社長兼技師長となるも、戦後恐慌の影響で倒産してしまう。
1923年（大正12年）再び大阪に出て大阪鋼管商店の支配人とともに日本特殊鋼管合資会社を設立する。この会社は成功したが経営方針をめぐって対立した。
1926年（昭和元年）退社し西淀川区で東洋径大鋼管製造所（のち径大鋼管製造所）を創業、社長に就任する。福松は2つの特許と3つの実用新案を取得しその技術力は評価されていたことから、会社は大きく成長した。1929年（昭和4年）発明が評価され大阪府知事より賞状を受け、1934年（昭和9年）6月28日付大阪朝日新聞にはその技術力と順調な経営が紹介されている。

### 耕三寺
母ヤツの実家である生口島瀬戸田町との関係は、大阪で成功したこの頃から始まる。1927年（昭和2年）まず母の別荘として潮聲閣を建て始め、1929年（昭和4年）には島の塩田を買収している。
1934年（昭和9年）、母ヤツ死去。以降仏教に帰依するようになり、母の菩提寺を瀬戸田に建立しようと動き出す。1935年（昭和10年）浄土真宗本願寺派で得度、法名「耕三」を受ける。1938年（昭和13年）山梨県東山梨郡菱山村（甲州市勝沼町菱山）の得祐寺住職に就任、翌1939年（昭和14年）得祐寺を瀬戸田に移転することを許可され、1940年（昭和15年）径大鋼管社長を辞任、1943年（昭和17年）寺号を「耕三寺」に変更することを許可される。耕三寺の建立は、瀬戸田町からは郷土の発展と失業者対策として期待されたこともあり、様々な様式を取り入れた壮大な寺院が出来上がっていき、附属博物館などとともに晩年まで建立は続いた。
また、瀬戸田病院の新設や瀬戸田学園理事長となり新校舎を新築している。これが現在は尾道市立市民病院附属瀬戸田診療所、広島県立瀬戸田高等学校として存続している。
1953年（昭和28年）、瀬戸田町名誉町民に顕彰。1970年（昭和45年）、耕三寺孝庵にて死去。享年78。